# Pielos
Pielos – w mitologii greckiej syn Neoptolemosa i jego branki Andromachy. Iliada nie podaje o nim, ani o jego braciach żadnych szczegółów.